# Parorena
Parorena là một chi bướm đêm thuộc họ Erebidae.